# Sporting Arms and Ammunition Manufacturers’ Institute
Das Sporting Arms and Ammunition Manufacturers' Institute (kurz SAAMI) ist eine amerikanische Organisation von Waffenherstellern, deren Hauptaufgaben in Sicherheit und Normung für waffentechnische Belange liegen.

## Verwendung des Organisationsnamens
Als Organisationsname wird im Fachjargon der Waffentechnik nahezu ausschließlich die Kurzform SAAMI genutzt. Die korrekte Langversion des Namens ist wenig bekannt. Obwohl ohne Beachtung der Groß-/Kleinschreibung Verwechselungsgefahr mit einer der möglichen Schreibweisen für die finnischen Ethnie der Samen (Volk) besteht, wird zumeist die Kurzform genutzt.

## Geschichte
Das SAAMI wurde 1929 auf ausdrückliche Empfehlung der US-amerikanischen Behörden gegründet, um als Organisation der Waffenhersteller für Sicherheit und Normung eine zuständige Stelle zu schaffen. Entsprechend dieser Aufgabenstellung veröffentlicht das SAAMI bis heute Publikationen, die Standards zu Feuerwaffen und Munition enthalten. Seit der Gründung haben sich Aufgaben und Fokus des SAAMI weiterentwickelt. Das SAAMI arbeitet im 21. Jahrhundert als akkreditierter Entwickler für Standards bei dem American National Standards Institute (ANSI) und wirkt als Lobby der Waffen-, Munitions- und Sprengmittelproduzenten, Händler und Anwender bei US-amerikanischen Behörden und den Vereinten Nationen beratend bei der Entwicklung der Gesetzgebung.

## SAAMI Komitees und Gremien
Die Aufgaben des SAAMI sind in verschiedenen Komitees und Gremien aufgeteilt.

### Beschusswesen
Das Technical Committee deckt den Hauptaufgabenbereich des SAAMI ab. Dazu werden Normen für Munition und Schusswaffen erarbeitet und publiziert. Zur internationalen Harmonisierung dieser Normen wird mit der C.I.P. und mit der ANSI zusammengearbeitet.

### Logistik und Lagerwesen
Das Logistics and Regulatory Affairs Committee (kurz: SLARAC) erarbeitet Richtlinien zum Transport und zur Lagerung von waffentechnischem Material. Hauptaugenmerk dieses Aufgabenbereiches liegt in Weiterbildung von Organisationen und deren Personal. Nennenswert sind Zusammenarbeit und Mitgliedschaft folgender (US-amerikanischer) Organisationen:
- International Code Council
- International Fire Code
- National Fire Protection Association
- Dangerous Good Advisory Council
- International Society of Explosive Engineers

### Waffen- und Sprengstoffrecht
Das SAAMI „Legal and Legislative Affairs Committee“ verfolgt und unterstützt mit den maßgeblichen Behörden wie dem Bureau of Alcohol, Tobacco, Firearms and Explosives die Entwicklung der gesetzlichen Bestimmungen und betreibt Lobbyismus im Interesse der Mitglieder des SAAMI.

### Internationale Aufgaben und United Nations
Im Rahmen der internationalen Aufgaben berät das SAAMI als akkreditierter technischer Ansprechpartner die Vereinten Nationen bei verschiedenen Arbeitsgruppen der UN. Sie hat dabei den Status einer „United Nations ECOSOC Non-Government Organization (NGO)“ mit beratender Funktion.
Das SAAMI ist seit 1996 stimmberechtigtes Gründungsmitglied des World Forum on the Future of Sport Shooting Activities (WFSA), das die Belange der privaten Waffenbesitzer bei allen UN-Kleinwaffenkonferenzen als Nichtregierungsorganisation mit Beraterstatus unterstützt.

## Mitglieder des SAAMI
Die folgenden Unternehmen sind stimmberechtigte Mitglieder des SAAMI:
- A-Square
- ATK Ammunition
- Beretta USA
- Browning Arms Company
- Colt's Manufacturing Company
- COR-BON/Glaser
- Dakota Arms
- Federal Cartridge
- Fiocchi of America
- Glock
- Hodgdon Powder Company
- Hornady
- Kahr Arms
- Marlin Firearms
- North American Arms
- O.F. Mossberg & Sons
- Olin/Winchester
- Remington Arms Company
- Savage Arms
- SIG Sauer Inc. (bis Oktober 2007 SIGARMS)
- Smith & Wesson
- St. Marks Powder, Inc.
- Sturm, Ruger & Co.
- Taurus International Firearms
- Weatherby

## Kritik
- Verbindlichkeit Normen:
 Das SAAMI Standards sind für deren Mitglieder bindend und stellen keine amtliche Regelung zur Normung für Feuerwaffen und Munition wie für die Mitgliedsstaaten der vergleichbaren Organisation C.I.P. dar.

- Mangelhafte Harmonisierung der Normen:
 Durch mangelhafte Harmonisierung der Normen existieren unterschiedliche Vorgaben für einige Kaliber von SAAMI und C.I.P. was zur unsicheren Kombinationen von Waffen und Munition aus amerikanischer und europäischer Fertigung führen kann. Diese Probleme sind unter der Thematik Delta L Problem (Δ-L) bekannt.[8]

- Mangelhafte Harmonisierung der Messmethoden
Die unterschiedlichen Vorgaben von SAAMI und C.I.P. zur Messung für Gasdrücke von Munition führen zu Abweichungen der gemessenen Werte für Patronen. Die Differenz der Messwerte entsteht durch unterschiedliche Positionierung der Gasdruckmessfühler.[9]

- Lücken der Normen:
Werte für die mit P+ gekennzeichnete Munitionssorten, die mit höheren als in den Normen festgeschriebenen Gasdrücken operieren, sind nicht in den Normungen des SAAMI enthalten.[10]